# Dawn Lyn

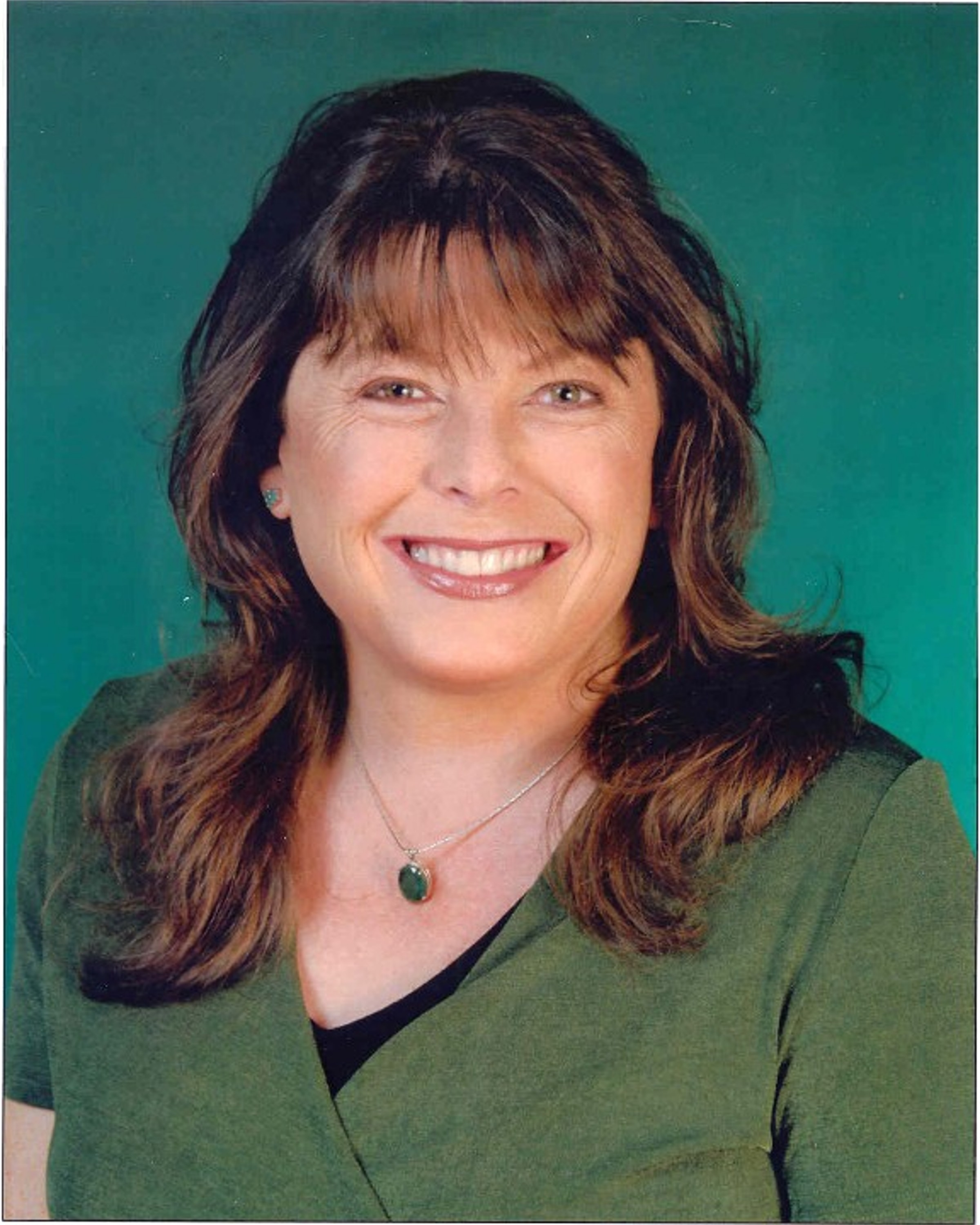
Dawn Lyn

Dawn Lyn Nervick (* 11. Januar 1963 in Los Angeles, Kalifornien) ist eine US-amerikanische Schauspielerin.

## Leben
Dawn Lyn wurde 1963 in Los Angeles, im US-Bundesstaat Kalifornien geboren. Sie besuchte die Hollywood Professional School.
Aufgrund eines Hormonmangels ist Lyn kleinwüchsig und sah als Kind jünger aus als sie tatsächlich war. Als Erwachsene ist sie 1,47 m groß.
1969 bis 1972 hatte Lyn mit 73 Folgen in der Fernsehserie Meine drei Söhne ihr Fernsehdebüt. 1970 folgte ihr Spielfilmdebüt in dem Film Schreit, wenn wir verrecken.
Am 13. Oktober 2022 wurde Lyn für fünf Tage ins Krankenhaus eingeliefert, um sich einer Gehirnoperation zur Verkleinerung eines nicht bösartigen Tumors zu unterziehen. Am 22. Oktober 2022 fiel sie aufgrund einer bakteriellen Meningitis ins Koma. Lyn lag einen Monat lang komatös auf der Intensivstation, bevor sie ihr Bewusstsein wiedererlangte. Am 25. März 2024 ist sie immer noch im Krankenhaus und macht allmähliche Fortschritte bei der Genesung. Ihr EEG zeigt an, dass sie sich schließlich vollständig erholen kann. Ihre Fortschritte werden von ihrem Fernsehbruder Stan Livingston und ihrer Schwester Tina Cole überwacht, die sie mehrmals besucht.

## Filmografie
- 1969–1972: Meine drei Söhne (My Three Sons, Fernsehserie, 73 Folgen)
- 1969, 1974: Adam-12 (Fernsehserie, 2 Folgen)
- 1970: Schreit, wenn wir verrecken (Cry Blood, Apache)
- 1970: Ich liebe meine Frau (I Love My Wife)
- 1970–1974: Dr. med. Marcus Welby (Marcus Welby, M.D., Fernsehserie, 4 Folgen)
- 1971: Shoot Out – Abrechnung in Gun Hill (Shoot Out)
- 1971: Der Ankläger (The D.A., Fernsehserie, Folge 1x07)
- 1971: Cannon (Fernsehserie, Folge 1x12 Bahnreise in den Tod)
- 1972: The Bold Ones: The New Doctors (Fernsehserie, Folge 4x08)
- 1972–1973: Rauchende Colts (Gunsmoke, Fernsehserie, 3 Folgen)
- 1972, 1976: Notruf California (Emergency!, Fernsehserie, 2 Folgen)
- 1973: Teufelskreis der Angst (Ghost Story, Fernsehserie, Folge 1x17)
- 1973: Der Große aus dem Dunkeln (Walking Tall)
- 1973: Daddy’s Girl (Fernsehfilm)
- 1973: Mannix (Fernsehserie, Folge 7x04 Das Mädchen ohne Erinnerung)
- 1973: Der Nächste bitte! (The Brian Keith Show, Fernsehserie, Folge 2x04)
- 1974: The Fess Parker Show (Fernsehfilm)
- 1974: Kleine Teufel (Peopletoys)
- 1974: Harry O (Fernsehserie, Folge 1x05)
- 1974: Aloha Means Goodbye (Fernsehfilm)
- 1974: Frei geboren (Born Free, Fernsehserie, 3 Folgen)
- 1975: Barnaby Jones (Fernsehserie, Folge 4x02)
- 1975: Der Große aus dem Dunkeln, Teil 2 – Allein gegen Korruption (Walking Tall Part 2)
- 1976: Ark II (Fernsehserie, Folge 1x12)
- 1976: Die Straßen von San Francisco (The Streets of San Francisco, Fernsehserie, Folge 5x10 Die Angst, die umbringt)
- 1977: Der Große aus dem Dunkeln, Teil 3 (Walking Tall: Final Chapter)
- 1977: NBC Special Treat (Fernsehserie, Folge 3x02)
- 1977: The Red Hand Gang (Fernsehserie, 3 Folgen)
- 1978: Die Tony Randall Show (The Tony Randall Show, Fernsehserie, Folge 2x13)
- 1978: Wonder Woman (Fernsehserie, Folge 3x01 Der doppelte Star)